# Vláda Andreje Bródyho

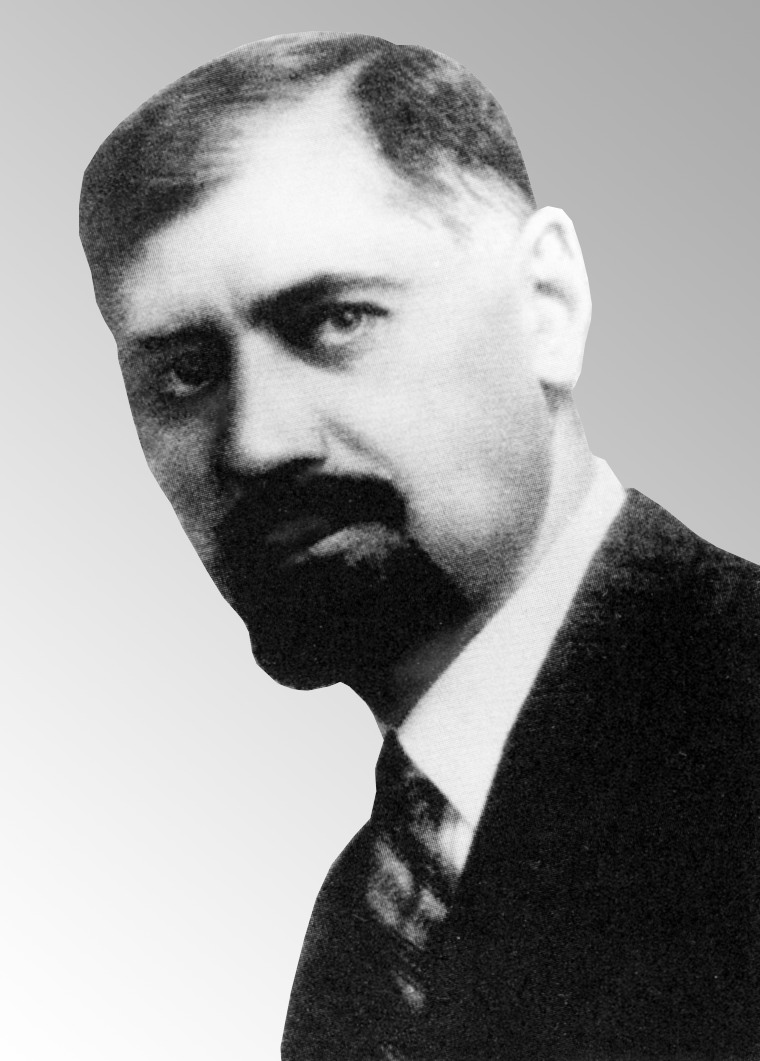
Předseda vlády Andrej Bródy

Vláda Andreje Bródyho představovala první nezávislou vládu Podkarpatské Rusi v rámci druhé československé republiky. Tato vláda existovala v období od 11. do 26. října 1938, jejím předsedou byl Andrej Bródy.

## Složení autonomní vlády
| Portfej                                                     | Ministr          | Strana | Strana | Nástup do úřadu | Odchod z úřadu |
| ----------------------------------------------------------- | ---------------- | ------ | ------ | --------------- | -------------- |
| Předseda vlády a ministr školství                           | Andrej Bródy     |        | AZS    | 11. října 1938  | 26. října 1938 |
| Ministr vnitra                                              | Edmund Bačinský  |        | RSZML  | 11. října 1938  | 26. října 1938 |
| Zplnomocněný ministr, pověřen vedením resortů hospodářských | Štefan Fencik    |        | RNAS   | 11. října 1938  | 26. října 1938 |
| Vládní tajemník, ministr spravedlnosti                      | Ivan Pješčak     |        | AZS    | 11. října 1938  | 26. října 1938 |
| Ministr dopravy                                             | Julian Révay     |        | ČSDSD  | 11. října 1938  | 26. října 1938 |
| Vládní tajemník, ministr sociální péče a zdravotnictví      | Augustin Vološin |        | ČSL    | 11. října 1938  | 26. října 1938 |

## Následný vývoj
Vláda skončila rozpuštěním z důvodu svého „promaďarského" zaměření. 22. listopadu 1938 byla následně naplněna dohoda z roku 1919 o poskytnutí autonomie Podkarpatské Rusi. Ve vládní vyhlášce se uvedla v činnost podkarpatská vláda a měl být svolán sněm Karpatské Ukrajiny. Hlavním městem země se stal Chust, kde kněz a spisovatel Augustin Vološin ustanovil autonomní vládu Karpatské Ukrajiny.